# Бешар (покрајина)
Бешар (арап. ولاية بشار‎ر), једна је од 48 покрајина у Народној Демократској Републици Алжир. Покрајина се налази у југозападном делу земље у појасу пустиње Сахаре.
Покрајина Бешар покрива укупну површину од 161.400 km² и има 274.866 становника (подаци из 2008. године). Највећи град и административни центар покрајине је град Бешар.